# Olympia Undae
Olympia Undae é uma zona arenosa repleta de dunas localizada próximo à região polar de Planum Boreum cobrindo as coordenadas 120° a 240° longitude leste e de 78° a 83° latitude norte. Em 2006 ricos depósitos de gesso foram detectados nessa região pela Mars Express ainda em órbita, sugerindo que essa região possa ter tido umidade em algum ponto de sua história.